# Ampharete acutifrons
Ampharete acutifrons is een borstelworm uit de familie Ampharetidae. Het lichaam van de worm bestaat uit een kop, een cilindrisch, gesegmenteerd lichaam en een staartstukje. De kop bestaat uit een prostomium (gedeelte voor de mondopening) en een peristomium (gedeelte rond de mond) en draagt gepaarde aanhangsels (palpen, antennen en cirri).
Ampharete acutifrons werd in 1860 voor het eerst wetenschappelijk beschreven door Grube. Deze inheemse soort komt voor in de Nederlandse Noordzee.